# Final Fantasy
Final Fantasy (japonsky ファイナル ファンタジー, Fainaru Fantadží) je série videoher na hrdiny, kterou vytvořil Hironobu Sakaguči. Final Fantasy je mediální značka, která patří firmě Square Enix (dříve Squaresoft) a kromě konzolových a počítačových her zahrnuje i filmy, anime, mangy a další.

## Vývoj

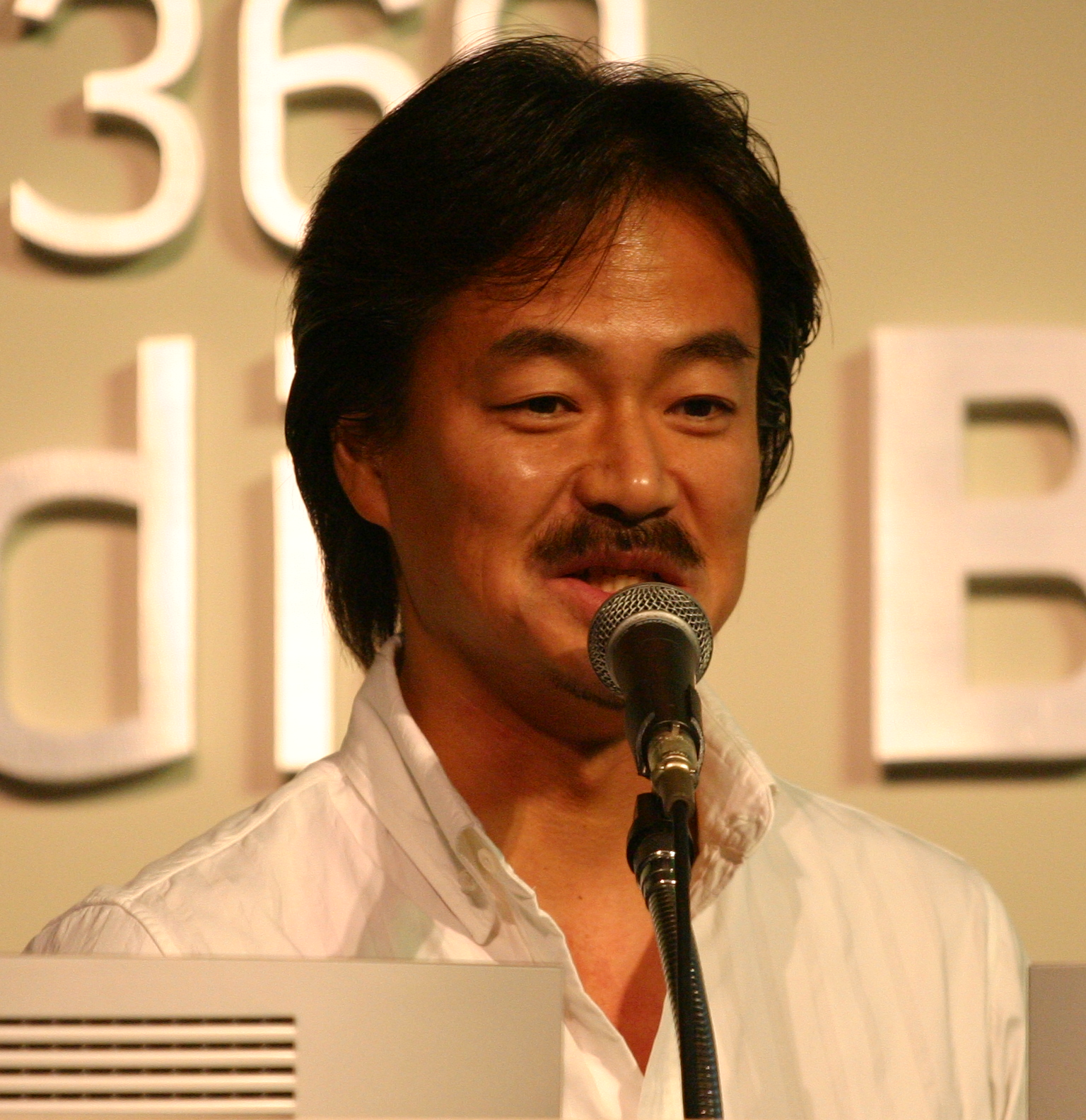
Tvůrce Hironobu Sakaguči

V roce 1987 se firma zabývající se vývojem videoher Square nacházela na pokraji bankrotu a Final Fantasy měl být její poslední titul. Hra však zaznamenala obrovský úspěch a zachránila Square před krachem. Zaměstnancům Squaru vlila krev do žil a začali ihned navrhovat druhý díl. Hra se později dočkala ještě mnoha pokračování a vedlejších příběhů a celá série se stala vlajkovým projektem Squaru.
Série Final Fantasy doznala za všechna léta značných změn a jednotlivé hry vznikaly pro velké množství platforem, včetně herních konzolí NES, SNES, PlayStation, PlayStation 2, Wii, Game Boy, Game Boy Advance, GameCube, Nintendo DS a několika dalších modelů, včetně mobilních telefonů. Počínaje Final Fantasy VII jsou také některé díly dostupné pro osobní počítače.
Ačkoliv existuje velké množství dílů a pokračování, každý titul vypráví nezávislý příběh v jiném světě a s jinými postavami, takže lze hrát každý díl samostatně bez znalosti předchozích. Všechny díly však sdílejí některé herní mechanismy, vybraná jména postav a některé prvky příběhu.

## Série
Série Final Fantasy je číslována římskými číslicemi. Druhý vydaný díl tedy nese název Final Fantasy II a zatím poslední pak Final Fantasy XVI. Na hlavní sérii volně navazují další samostatné hry i jiné série, které sdílí herní prostředí, některé postavy a elementy příběhu. Jedna z rozsáhlejších vedlejších sérii je Ivalice Alliance, která s sebou přináší vlastní svět, historii, legendy a velké množství nových postav. Další významné vedlejší série jsou například Final Fantasy Chocobo nebo Final Fantasy Crystal Chronicles.

### Hlavní série
První díl byl uveden 18. prosince 1987 v Japonsku a později v roce 1990 v Severní Americe. U hráčů i kritiků zaznamenal obrovský úspěch. V Evropě resp. v regionu PAL vyšel poprvé až Final Fantasy VII, který se dostal na pult až v roce 1997.
- Final Fantasy I (1987) – měla to být poslední hra studia Square, ale pomohla mu ekonomicky přežít
- Final Fantasy II (1988) – poprvé se objevily vedlejší úkoly a úrovně postav vylepšovaly postavám herní statistiky. Byly představeny postavy a rasy společné i pro další díly (např. Chocobové nebo postava jménem Cid)
- Final Fantasy III (1990) - představuje systém volby povolání a byl nejrozsáhlejším RPG, které kdy vyšlo pro NES
- Final Fantasy IV (1991) – poprvé použit systém boje ATB (zpola v reálném čase, zpola tahové ovládání postav). První díl oficiálně vydaný mimo Japonsko. V USA však vyšel pod názvem Final Fantasy II a způsobil zmatky s číslováním, které se srovnaly až s vydáním FF VII
- Final Fantasy V (1992) – nabídl volnost nastavování postav díky rozšíření systému volby povolání
- Final Fantasy VI (1994) – nabídl největší množství hratelných postav v historii série. V Severní Americe vyšla pod jménem Final Fantasy III
- Final Fantasy VII (1997) – první z dílů dostupný v ČR. Hra poprvé používá 3D grafiku. Od tohoto dílu se číslování v Severní Americe srovnává s japonským. V roce 2020 vyšel Final Fantasy VII Remake, jenž značně vylepšil grafiku a výrazně rozšířil příběh.
- Final Fantasy VIII (1998) – vyšel i pro PC, završuje odklon od fantasy ke sci-fi
- Final Fantasy IX (2000) – návrat do prostředí fantasy, postavy jsou nakresleny v retro anime stylu
- Final Fantasy X (2001) – byl použit systém CTB (čistě tahové ovládání postav v bitvě) místo ATB. Poprvé zmizela mapa světa a družina přecházela mezi lokacemi plynule
- Final Fantasy XI (2002) – první hra této série typu MMORPG
- Final Fantasy XII (2006) – tento díl nabídl otočnou kameru ve 3D prostoru a zcela nový bojový systém
- Final Fantasy XIII (2009) – vyšel jako součást kompilace Fabula Nova Crystallis, jež tvoří trilogii
- Final Fantasy XIV (2010) – druhá MMORPG
- Final Fantasy XV (2016) – vyšel pro platformu PlayStation 4, později i pro PC
- Final Fantasy XVI (2023 – vyšel pro platformu PlayStation 5

### Navazující hry
- Final Fantasy IV
  - Final Fantasy IV: The After Years

- Compilation of Final Fantasy VII
  - Final Fantasy VII: Before Crisis – rozšíření příběhu FFVII, odehrávající se chronologicky před vlajkovým dílem FFVII. Líčí příběhy Turks, speciální jednotky Shinry
  - Crisis Core: Final Fantasy VII – další rozšíření příběhu FFVII o příběh Zacka, vedlejší, avšak velmi důležité postavy ze hry
  - Final Fantasy VII: Dirge of Cerberus – další rozšiřování příběhu FFVII. Vypráví příběh Vincenta, jedné z hlavních postav FFVII

- Final Fantasy X
  - Final Fantasy X-2 - pokračování příběhu dva roky po skončení původní hry

- Fabula Nova Crystallis
  - Final Fantasy XIII-2
  - Final Fantasy XIII Lightning Returns
  - Final Fantasy Type-0
  - Final Fantasy Versus XIII - zrušená, nakonec předělána na Final Fantasy XV

- Final Fantasy Tactics (1997) – RPG kombinující motivy dřívějších FF s novým soubojovým systémem a s plnou 3D grafikou a s rotační kamerou. Byl představen svět Ivalice, ve kterém se odehrála i FFXII a Vagrant Story.

Dále vyšlo mnoho her na téma závodů chocobů, kteří jsou maskoty celé série.
Série Kingdom Hearts nabízí hráči spousty postav z předešlých dílů FF a pár známých postav od Walta Disneye.

### Filmy
Do Final Fantasy patří i několik animovaných filmů, např. Final Fantasy: The Spirits Within, který v České republice vyšel v roce 2001 pod názvem Final Fantasy: Esence života. Jedná se o první počítačem generovaný film, který živé herce nahradil pouze fotorealistickou grafikou a volně rozšiřuje celou herní sérii Final Fantasy o nový příběh.
Na motivy Final Fantasy VII bylo také vytvořeno kratší dílo Final Fantasy VII: LAST ORDER, nakreslené ve stylu anime, které zobrazovalo některé události z hry. Final Fantasy VII: Advent Children je opět počítačem generovaný film. Odehrává se 2 roky po skončení hry. Byl představen jako ukázka toho, jak by měly vypadat budoucí hry série Final Fantasy na PS3.
V roce 2016 vznikl animovaný film Kingsglaive: Final Fantasy XV, tvořící prequel k Final Fantasy XV. Dále vznikla animovaná minisérie Brotherhood: Final Fantasy XV a jediný krátký animovaný film tvořící prolog Epizody Ardyn.